# Batári Gyula
Batári Gyula (Budapest, 1931. október 20. – 2013. július 16.) magyar művelődéstörténész. Fia, Batári Gábor (1967-) költő.

## Életpályája
Szülei: Batári Gyula (1905-1983) és Zaszlavik Jusztina voltak. 1952-1956 között az ELTE Nyelv- és Irodalomtudományi Karának hallgatója volt. 1956-1965 között az Országos Műszaki Könyvtár munkatársa és osztályvezető-helyettese volt. 1965-2002 között az Országos Széchényi Könyvtár tudományos munkatársa, majd főmunkatársa volt. 1985-2002 között az OSZK Híradó szerkesztője, a Magyar Orvostörténelmi Társaság vezetőségi tagja, az általános tudománytörténet szakosztályának titkára, a Nemzetközi Magyar Filológiai Társaság tagja volt.
Kutatási területe a magyarországi és az amerikai magyar sajtó története. Ezenkívül foglalkozott még művelődés-, irodalom-, könyv-, könyvtár-, reklám-, orvos- és technikatörténettel és olvasásszociológiával. Megközelítőleg 600 publikációja jelent meg.

## Művei
- Írók könyvek közt (1974)
- Írók és könyvek. Magyar írók könyvekről és olvasásról (1978)
- A természettudományi folyóirat-irodalom kezdetei Magyarországon 1721-1867 (1988)
- A tudományos szaksajtó kialakulása Magyarországon (1721-1867) (1994)
- Fejezetek a külföldi magyar sajtó történetéből 1853-1920 (1999)
- Olvass, tanulj, kutass, alkoss! (2008)

## Díjai
- Zsámboki János-emlékérem (1984)
- Keresztury-jutalom (1990)